# LA 이야기
《LA 이야기》(영어: L.A. Story)는 미국에서 제작된 믹 잭슨 감독의 1991년 풍자 로맨틱 코미디 영화이다. 스티브 마틴이 각본과 주연을 맡았으며, 대니얼 멜닉 등이 제작에 참여하였다. 1991년 2월 8일 개봉되었으며 평론가들로부터 대체로 긍정 평가를 받았다.

## 출연진
- 스티브 마틴
- 빅토리아 테넌트
- 리처드 E. 그랜트
- 매릴루 헤너
- 세라 제시카 파커
- 수전 포리스털
- 케빈 폴랙
- 샘 맥머리
- 패트릭 스튜어트
- 이만
- 프랜시스 피셔
- 토미 힝클리
- 래리 밀러
- 에런 러스티그
- 줄리애나 매카시
- 체비 체이스
- 우디 해럴슨
- 폴라 압둘
- 릭 머래니스
- 테리 존스

## 기타 제작진
- 총괄 제작: 스티브 마틴, 마리오 카사르
- 미술: 로런스 밀러
- 의상: 루디 딜런
- 사운드트랙 수록: 에냐의 Epona

## 우리말 녹음
SBS 성우진 (2001년 1월 14일)
- 박일 - 해리스 (스티브 마틴)
- 서혜정 - 세라 (빅토리아 테넌트)
- 김현직
- 오세홍
- 최성우
- 성병숙
- 황윤걸
- 김태웅
- 정미숙
- 신상숙
- 홍승섭
- 장호비
- 김영진